# Gunther von Hagens
Gunther von Hagens, nato Gunther Gerhard Liebchen (Kalmen, 10 gennaio 1945), è un anatomopatologo tedesco, inventore della plastinazione, un procedimento che permette la conservazione dei corpi umani tramite la sostituzione dei liquidi con dei polimeri di silicone. Questa tecnica rende i reperti organici rigidi e inodori, mantenendo inalterati i colori. Von Hagens è l'autore delle mostre intitolate Körperwelten (in inglese Body Worlds), in cui espone i corpi umani da lui elaborati.

## Biografia
Gunther von Hagens è nato col nome di Gunther Gerhard Liebchen nella località di Alt-Skalden, nel comune all'epoca denominato Kalmen ed oggi in polacco Nowe Skalmierzyce, nel Reichsgau Wartheland, che fece parte della Germania tra il 1939 e il 1945 prima di ritornare alla Polonia. All'età di soli 5 giorni il piccolo Gunther fu portato via dai genitori per evitare l'imminente occupazione sovietica. Il giovane Günther crebbe nella Germania dell'Est. La sua famiglia abitò per un breve periodo a Berlino Est e nelle sue vicinanze, prima di trasferirsi definitivamente a Greiz, una cittadina dove von Hagens rimase fino all'età di 19 anni.
Essendo emofiliaco, da bambino von Hagens passò sei mesi in ospedale. Sembra che sia stato questo periodo di terapia ad avergli stimolato l'interesse verso le scienze mediche, che incominciò a studiare nel 1965 all'Università di Jena. Durante gli anni all'università, il giovane Gunther ha cominciato a porsi domande sul comunismo e sul socialismo, allargando le proprie conoscenze politiche attraverso fonti di informazione non comuniste. Partecipò, inoltre, alle proteste studentesche contro l'invasione della Cecoslovacchia da parte delle truppe del Patto di Varsavia. A gennaio del 1969 si spostò attraverso la Bulgaria e l'Ungheria fino al confine cecoslovacco con l'Austria, che tentò di oltrepassare l'8 gennaio dello stesso anno. Dopo aver fallito fece altri tentativi, ma fu arrestato e condannato a due anni di prigione.
Nel 1970, la Germania Ovest pagò la sua cauzione e comprò la sua libertà. Da allora, von Hagens ebbe la possibilità di continuare gli studi medici a Lubecca e nel 1975 ottenne un dottorato dall'Università Ruprecht Karl di Heidelberg.

## Carriera
Von Hagens ha lavorato come lecturer (qualifica corrispondente a quella di professore associato) all'Istituto di Anatomia e Patologia dell'Università di Heidelberg per 22 anni.
Il dottor von Hagens è particolarmente famoso per la tecnica conosciuta come plastinazione, inventata da lui stesso nel 1977 e brevettata l'anno seguente. Dopo aver sviluppato e migliorato la tecnica, ha fondato l'Istituto di Plastinazione a Heidelberg nel 1993. Dal 1996, von Hagens è stato professore ospite a Dalian, in Cina, dove è stato istituito un altro centro di plastinazione, seguito da quello dell'Accademia medica di Stato di Bishkek, nel Kirghizistan. Dal 2004, è anche professore ospite al New York University College of Dentistry.
Durante i primi 20 anni di questi studi, la plastinazione è stata utilizzata per preservare campioni di piccole dimensioni a scopo di studio medico. Solo dall'inizio degli anni '90 ha cominciato a essere sviluppato l'equipaggiamento che rende possibile la plastinazione di campioni di corpi interi. Ogni corpo richiede 1.500 ore per essere plastinato. La prima mostra con corpi interi è stata organizzata in Giappone nel 1995. Nei due anni seguenti, von Hagens ha sviluppato il progetto Body Worlds, che si pone l'obiettivo di mettere in mostra corpi interi plastinati in posizioni di vita reale, e dissezionati in modo da mostrare le diverse strutture e i sistemi dell'anatomia umana.
Da allora Body Worlds, organizzata in più di 50 città del mondo, ha incontrato l'interesse del pubblico ma anche molte controversie. Diversi gruppi religiosi, in special modo rappresentanti della Chiesa Cattolica e della religione ebraica si sono opposti all'esibizione di cadaveri umani, asserendo che questa sia una mancanza di rispetto verso il corpo umano. Tuttavia la mostra, seguita da Body Worlds 2, 3 e 4, ha avuto più di 26 milioni di visitatori nel mondo.
Per la produzione di campioni per le mostre Body Worlds, von Hagens impiega 340 persone, distribuite in cinque laboratori in quattro diversi paesi del mondo. Ogni laboratorio è specializzato in un ambito della plastinazione, con quello cinese impiegato esclusivamente per la plastinazione di corpi animali. La giraffa apparsa in Body Worlds 3 & The Story of the Heart è stata uno dei campioni più difficili da creare, in quanto si è impiegato un periodo di tempo di tre anni, più di 10 volte più lungo del tempo che si impiega alla preparazione di un corpo umano. Sono state impiegate 10 persone per muoverla, poiché il suo peso finale, come quello di ogni campione plastinato, era equivalente al peso dell'animale originale.
Le mostre Body Worlds sono state inserite, come mostra fittizia a Miami, nel film del 2006 Casino Royale. La vera location delle riprese all'esterno della mostra era, in realtà, il Ministero dei Trasporti di Praga. Lo stesso von Hagens fa un cameo nel film, nel ruolo di una guida turistica che conduce un gruppo oltre il luogo dove James Bond uccide un nemico.
Più recentemente, von Hagens ha sviluppato un metodo di sezionare corpi in sezioni molto sottili, che possono poi essere plastinate e usate a scopo di studio medico. Inoltre, sta sviluppando tecniche di plastinazione per campioni di grandissime dimensione, come quelli di elefanti.

## Vita privata
Von Hagens è ateo ed è sposato con Angelina Whalley, Direttore Creativo delle mostre Body Worlds. Ha tre figli, avuti dal primo matrimonio, e mantiene il cognome von Hagens della prima moglie. Quando appare in pubblico, anche durante le dissezioni anatomiche, indossa sempre un cappello borsalino nero, in riferimento al quadro Lezione di anatomia del dottor Tulp di Rembrandt.
Von Hagens ha dichiarato che il suo grande obiettivo nella vita è quello di creare un "Museo dell'Uomo", dove mostre di anatomia umana possono essere tenute permanentemente. Una delle sue affermazioni più citate è quella di voler essere plastinato dopo la propria morte e di voler donare delle sezioni plastinate del proprio corpo a diverse università nel mondo, così da poter insegnare (fisicamente) in diversi luoghi anche dopo la morte. A gennaio del 2011, von Hagens ha annunciato di essere affetto da malattia di Parkinson e che, dopo la sua morte, sua moglie eseguirà il processo di plastinazione sul suo stesso corpo e lo inserirà all'interno delle mostre Body Worlds.

## Apparizioni televisive
Nel 2005 il canale televisivo britannico Channel 4 ha messo in onda un programma in quattro puntate intitolato Anatomy for Beginners, in cui von Hagens e il professore di patologia John Lee dissezionavano alcuni cadaveri per discuterne le strutture interne e le funzioni delle varie parti del corpo.
Un'altra serie, sempre di quattro puntate, ha seguito Anatomy for Beginners, intitolata Autopsy: Life and Death ed è andata in onda sullo stesso canale nel 2006. In questa nuova stagione, von Hagens e Lee discutevano, sempre dissezionando cadaveri reali, le cause più comuni di morte negli esseri umani (problemi circolatori, cancro, avvelenamento a causa di insufficienza di alcuni organi, e in ultimo l'invecchiamento).
A novembre del 2007, Autopsy: Life and Death è stato seguito da Autopsy: Emergency Room. Questa serie presentava dissezioni su cadaveri che avevano subito traumi improvvisi e la spiegazione di cosa accade quando il corpo viene ferito mortalmente. In questa stagione, von Hagens è stato coadiuvato dal medico John Heyworth e dalla Croce Rossa britannica.
La domenica di Pasqua del 2012, sempre su Channel 4, è andato in onda un documentario intitolato Crucifixion, in cui von Hagens ha dato la sua interpretazione della crocifissione di Gesù Cristo. Diversi corpi plastinati sono stati usati per la creazione dell'opera, che intende unire i vasi sanguigni di alcuni cadaveri diversi per ricreare la struttura principale del corpo di Cristo. Alla fine del programma, von Hagens ha annunciato che non si aspetta di vedere l'opera totalmente completa a causa del suo stato di salute precario.

## Accuse legali
Nel 2002 c'è stata una procedura legale contro un patologo di rilievo e un coroner in Siberia riguardo alla spedizione di 56 cadaveri a Heidelberg. La polizia sosteneva che il coroner di Novosibirsk, Vladimir Novosylov, aveva venduto illegalmente i corpi a degli acquirenti fuori dalla Russia. Von Hagens non fu accusato del caso, tuttavia fu chiamato a testimoniare contro Novosylov. Le autorità fermarono le spedizioni di corpi, ponendo così fine all'accordo tra il patologo russo e von Hagens.
Nell'ottobre del 2003, una commissione parlamentare del Kirghizistan investigò su alcune accuse secondo le quali von Hagens aveva ricevuto illegalmente e poi plastinato diverse centinaia di cadaveri provenienti da prigioni, istituzioni psichiatriche e ospedali del Kirghizistan, alcuni senza una precedente notifica alle famiglie. Lo stesso von Hagens fu chiamato testimone in causa, e dichiarò di aver ricevuto nove cadaveri da ospedali del Kirghizistan, nessuno dei quali era stato utilizzato per le mostre Body Worlds, e che egli non era coinvolto né responsabile della notifica alle famiglie dei deceduti.
Nel 2003 un'organizzazione per la salvaguardia dei diritti degli animali presentò un reclamo secondo il quale von Hagens non aveva seguito le corrette procedure burocratiche per la plastinazione del cadavere di un gorilla che aveva inserito in una delle mostre Body Worlds. Von Hagens dichiarò di aver ricevuto il cadavere dallo zoo di Hannover, dove l'animale era deceduto. Le autorità tedesche richiesero la rimozione del gorilla dalla mostra del 2004 a Francoforte, ma von Hagens vinse la causa in tribunale e l'animale fu portato di nuovo nell'esposizione.
Nel 2003 l'Università di Heidelberg ha fatto causa contro von Hagens, dichiarando che egli si sarebbe descritto in un documento cinese come professore di un'università tedesca, senza però chiarire l'origine straniera di questo suo titolo in Germania. Dopo un processo, alla fine del marzo 2004, von Hagens ha ricevuto una multa. Il 25 aprile 2005 un tribunale di Heidelberg gli inflisse una multa di 108.000 euro (l'equivalente di un periodo di 90 giorni in prigione) per aver usato un titolo accademico del quale non era stato insignito; tuttavia lo prosciolse da quattro altre accuse. A settembre del 2006 von Hagens è ricorso in appello e gli è stata ridotta la pena a un avviso con una multa in sospeso di 50.000 euro, che per la legge tedesca non è considerata un precedente penale. Nel 2007 l'accusa di uso improprio di un titolo accademico è stata annullata dalla Corte di Giustizia Federale tedesca, a Karlsruhe.
Von Hagens è professore ospite all'Università di Medicina di Dalian e ha una cattedra onoraria all'Accademia Medica di Stato del Kirghizistan. Inoltre, è anche professore ospite al New York University College of Dentistry.
A gennaio del 2004 la rivista d'informazione tedesca Der Spiegel ha segnalato che von Hagens aveva acquisito alcuni dei suoi cadaveri da prigionieri giustiziati in Cina; egli, però, ribatté di non conoscere l'origine dei corpi e risolvette l'accusa cremando la maggior parte dei cadaveri controversi. I procuratori tedeschi si rifiutarono di portare avanti le accuse e, nel marzo del 2005, fu emessa un'ingiunzione temporanea contro Der Spiegel. L'ingiunzione vietava alla rivista di dichiarare che le mostre Body Worlds contenevano corpi di prigionieri giustiziati.